# Sainte-Colombe-près-Vernon
Pour les articles homonymes, voir Sainte-Colombe.
Sainte-Colombe-près-Vernon est une commune française située dans le département de l'Eure, en région Normandie.

## Géographie

### Localisation
- 1Carte dynamique
- 2Carte OpenStreetMap
- 3Carte topographique
- 4Carte avec les communes environnantes

Sainte-Colombe-près-Vernon est situé dans la vallée de la Seine à environ 12 kilomètres à l'ouest de Vernon.

### Communes limitrophes
| Champenard           | Saint-Aubin-sur-Gaillon    |                         |
| Autheuil-Authouillet | Sainte-Colombe-près-Vernon | Villez-sous-Bailleul    |
| Chambray             |                            | La Chapelle-Longueville |

### Hydrographie
La commune est située dans le bassin Seine-Normandie. Elle est drainée par le Ru et le fossé 01 du Bout aux Roussels,,.

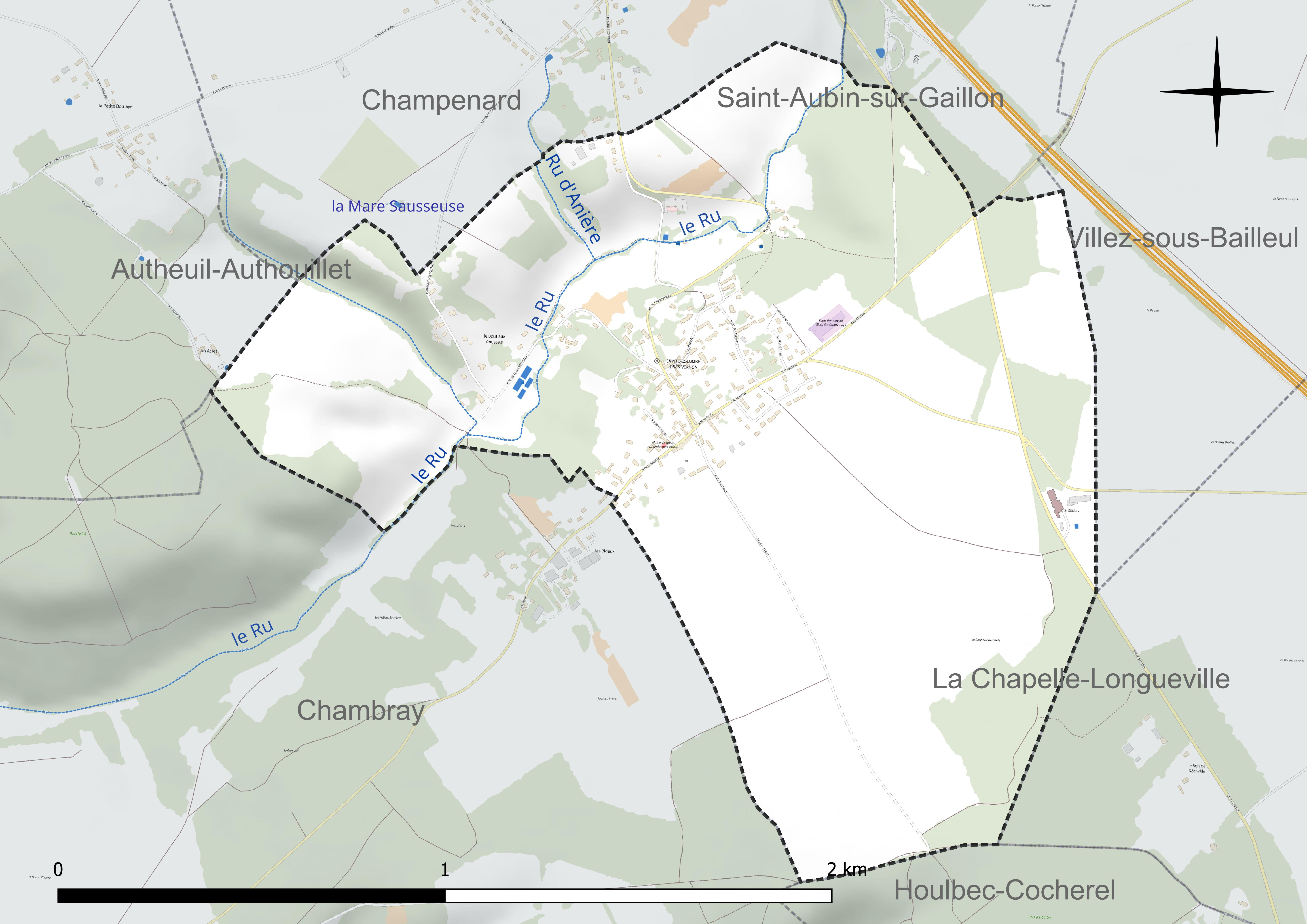
Réseau hydrographique de Sainte-Colombe-près-Vernon.

### Climat
Pour des articles plus généraux, voir Climat de la Normandie et Climat de l'Eure.
En 2010, le climat de la commune est de type climat océanique dégradé des plaines du Centre et du Nord, selon une étude du CNRS s'appuyant sur une série de données couvrant la période 1971-2000. En 2020, Météo-France publie une typologie des climats de la France métropolitaine dans laquelle la commune est exposée à un climat océanique et est dans la région climatique  Sud-ouest du bassin Parisien, caractérisée par une faible pluviométrie, notamment au printemps (120 à 150 mm) et un hiver froid (3,5 °C). Parallèlement le GIEC normand, un groupe régional d’experts sur le climat, différencie quant à lui, dans une étude de 2020, trois grands types de climats pour la région Normandie, nuancés à une échelle plus fine par les facteurs géographiques locaux. La commune est, selon ce zonage, exposée à un « climat des plateaux abrités », correspondant aux plaines agricoles de l’Eure, avec une pluviométrie beaucoup plus faible que dans la plaine de Caen en raison du double effet d’abri provoqué par les collines du Bocage normand et par celles qui s’étendent sur un axe du Pays d'Auge au Perche.
Pour la période 1971-2000, la température annuelle moyenne est de 10,5 °C, avec  une amplitude thermique annuelle de 14,5 °C. Le cumul annuel moyen de précipitations est de 688 mm, avec 11,3 jours de précipitations en janvier et 8,4 jours en juillet. Pour la période 1991-2020, la température moyenne annuelle observée sur la station météorologique la plus proche, située sur la commune de Huest à 11 km à vol d'oiseau, est de 11,2 °C et le cumul annuel moyen de précipitations est de 600,6 mm,. Pour l'avenir, les paramètres climatiques de la commune estimés pour 2050 selon différents scénarios d’émission de gaz à effet de serre sont consultables sur un site dédié publié par Météo-France en novembre 2022.

## Urbanisme

### Typologie
Au 1er janvier 2024, Sainte-Colombe-près-Vernon est catégorisée commune rurale à habitat dispersé, selon la nouvelle grille communale de densité à 7 niveaux définie par l'Insee en 2022.
Elle est située hors unité urbaine. Par ailleurs la commune fait partie de l'aire d'attraction de Paris, dont elle est une commune de la couronne,. 

### Occupation des sols
L'occupation des sols de la commune, telle qu'elle ressort de la base de données européenne d’occupation biophysique des sols Corine Land Cover (CLC), est marquée par l'importance des territoires agricoles (63,2 % en 2018), en diminution par rapport à 1990 (66,4 %). La répartition détaillée en 2018 est la suivante : 
terres arables (63,2 %), forêts (24,4 %), zones urbanisées (12,3 %). L'évolution de l’occupation des sols de la commune et de ses infrastructures peut être observée sur les différentes représentations cartographiques du territoire : la carte de Cassini (XVIIIe siècle), la carte d'état-major (1820-1866) et les cartes ou photos aériennes de l'IGN pour la période actuelle (1950 à aujourd'hui).

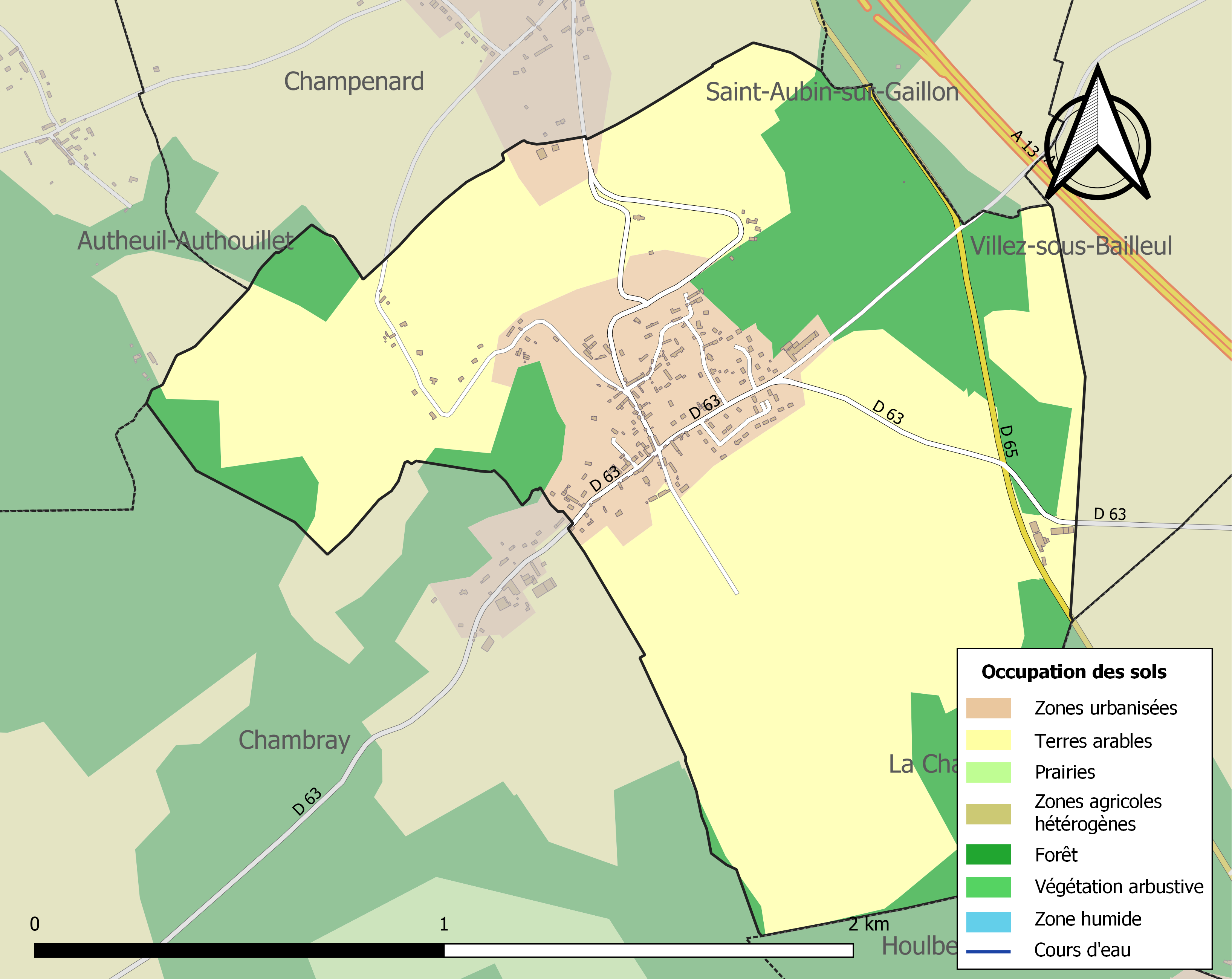
Carte des infrastructures et de l'occupation des sols de la commune en 2018 (CLC).

## Toponymie
L'hagiotoponyme de la localité est attestée sous les formes Sancta Columba vers 1005 (charte de Richard II), Sancta Colomba en 1025, Sainte-Colombe-près-Vernon en 1801.
Sainte-Colombe tient son nom de Sancta Columba, vierge et martyre à Sens au IIIe siècle.
Sainte-Colombe est près de Vernom.
Le nom des habitants est Colombivernois(e)

## Politique et administration
| Période                                  | Période                       | Identité           | Étiquette | Qualité                   |
| ---------------------------------------- | ----------------------------- | ------------------ | --------- | ------------------------- |
| Les données manquantes sont à compléter. |                               |                    |           |                           |
| avant 1981                               | 1995                          | Jacques Saunier    | DVD       |                           |
| juin 1995                                | 2014                          | Jean-Pierre Courel |           |                           |
| 2014                                     | octobre 2022                  | Alain Jourdren     | MoDem     | Retraité Mort en fonction |
| février 2023                             | En cours (au 21 février 2023) | Erika Simek        |           |                           |

## Démographie
L'évolution du nombre d'habitants est connue à travers les recensements de la population effectués dans la commune depuis 1793. Pour les communes de moins de 10 000 habitants, une enquête de recensement portant sur toute la population est réalisée tous les cinq ans, les populations de référence des années intermédiaires étant quant à elles estimées par interpolation ou extrapolation. Pour la commune, le premier recensement exhaustif entrant dans le cadre du nouveau dispositif a été réalisé en 2004.

En 2022, la commune comptait 310 habitants, en évolution de −1,27 % par rapport à 2016 (Eure : −0,25 %, France hors Mayotte : +2,11 %).
| 1793 | 1800 | 1806 | 1821 | 1831 | 1836 | 1841 | 1846 | 1851 |
| ---- | ---- | ---- | ---- | ---- | ---- | ---- | ---- | ---- |
| 198  | 190  | 217  | 204  | 248  | 229  | 247  | 262  | 220  |

| 1856 | 1861 | 1866 | 1872 | 1876 | 1881 | 1886 | 1891 | 1896 |
| ---- | ---- | ---- | ---- | ---- | ---- | ---- | ---- | ---- |
| 210  | 223  | 207  | 153  | 180  | 172  | 171  | 165  | 147  |

| 1901 | 1906 | 1911 | 1921 | 1926 | 1931 | 1936 | 1946 | 1954 |
| ---- | ---- | ---- | ---- | ---- | ---- | ---- | ---- | ---- |
| 164  | 158  | 153  | 130  | 127  | 104  | 113  | 105  | 119  |

| 1962 | 1968 | 1975 | 1982 | 1990 | 1999 | 2004 | 2006 | 2009 |
| ---- | ---- | ---- | ---- | ---- | ---- | ---- | ---- | ---- |
| 94   | 90   | 102  | 168  | 221  | 197  | 219  | 224  | 270  |

| 2014 | 2019 | 2022 | - | - | - | - | - | - |
| ---- | ---- | ---- | - | - | - | - | - | - |
| 309  | 298  | 310  | - | - | - | - | - | - |

## Culture locale et patrimoine

### Lieux et monuments
- Église de Sainte-Colombe.

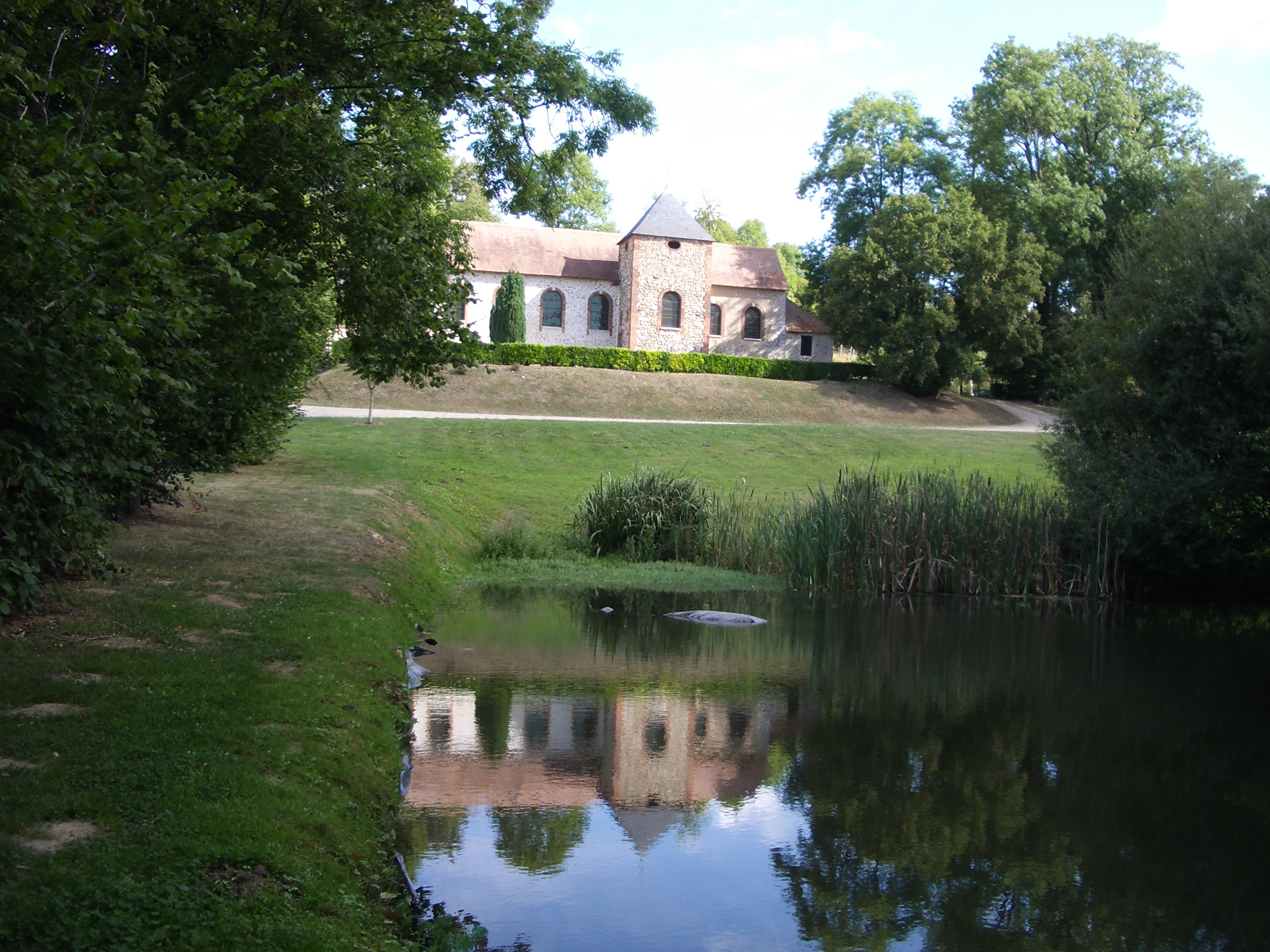
L'église
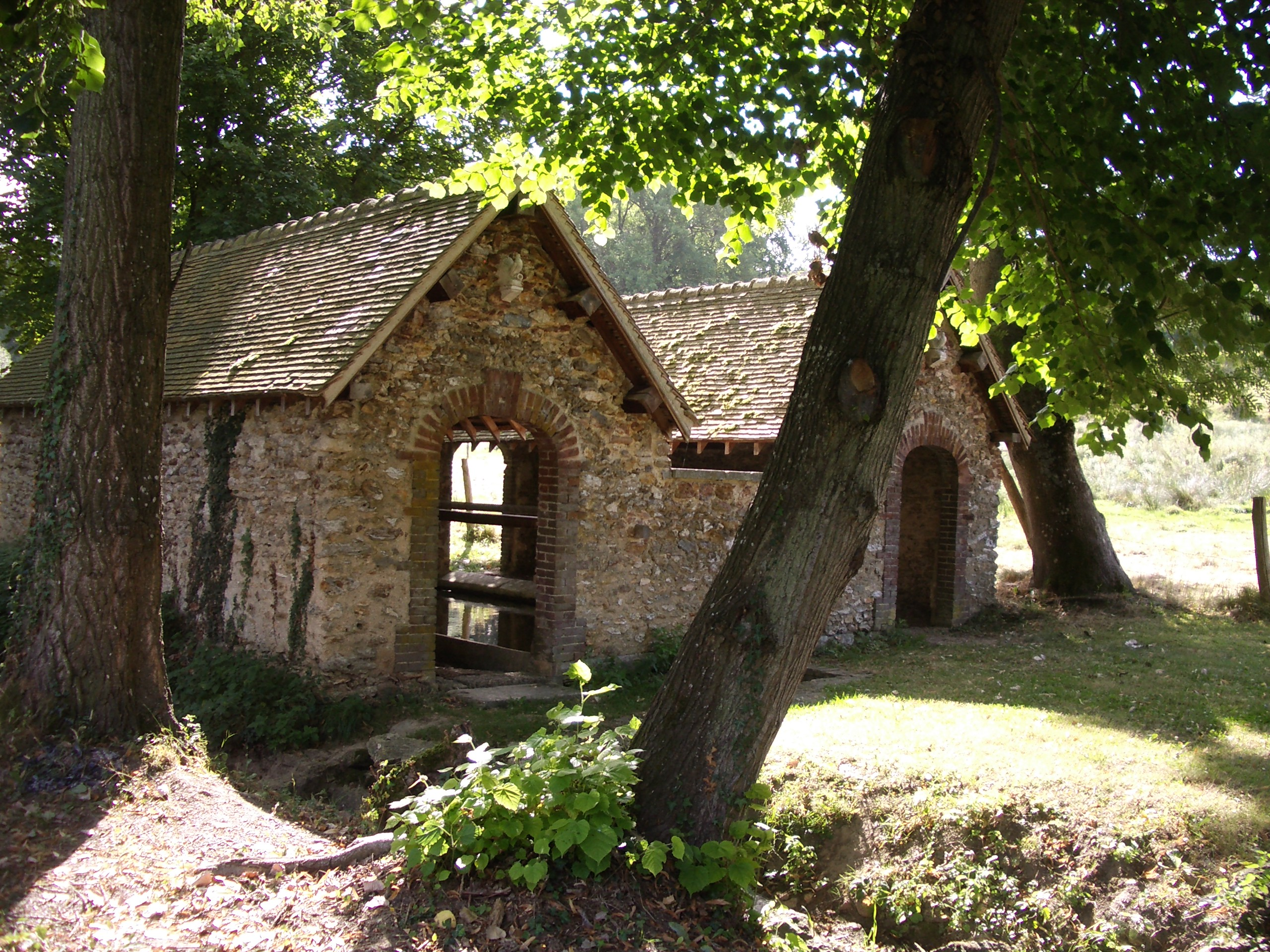
Le lavoir

### Héraldique
| Blason de Sainte-Colombe-près-Vernon | Blason  | D'azur à la tierce ondée d'argent surmontée d'une colombe éployée d'or et soutenue d'un fer de moulin du même. |
| Blason de Sainte-Colombe-près-Vernon | Détails | Le statut officiel du blason reste à déterminer.                                                               |